# Ліза Майтнер
Ліза Майтнер (нім. Lise Meitner; 7 листопада 1878, Відень — 27 жовтня 1968, Кембридж) — австрійсько-шведська науковиця, спеціалістка в галузях ядерної фізики та радіохімії. Першовідкривачка Протактинію, ефекту Оже, разом із командою вчених здійснила перше розщеплення атомного ядра, проте відмовилась розробляти ядерну зброю. На честь неї названо астероїд.
Завершивши своє докторське дослідження в 1905 році, Майтнер стала другою жінкою з Віденського університету, яка отримала ступінь доктора фізики. Значну частину своєї наукової кар'єри вона провела в Берліні, де була професором фізики та керівником відділу в Інституті хімії імені Кайзера Вільгельма. Вона була першою жінкою, яка стала повним професором фізики в Німеччині. Вона втратила свої посади в 1935 році через антиєврейські Нюрнберзькі закони нацистської Німеччини, а аншлюс 1938 року призвів до втрати нею австрійського громадянства. 13–14 липня 1938 року за допомогою Дірка Костера вона втекла до Нідерландів. Багато років Ліза жила в Стокгольмі. Зрештою 1949 року вона стала громадянкою Швеції. Проте, в 1950-х роках, щоб бути з членами сім'ї, вона переїхала до Британії.
У середині 1938 року хіміки Отто Ган і Фріц Штрассман з Інституту хімії кайзера Вільгельма продемонстрували, що ізотопи барію можуть утворюватися шляхом нейтронного бомбардування урану. Мейтнер була проінформована про свої відкриття Ганом, і наприкінці грудня разом зі своїм племінником, колегою-фізиком Отто Робертом Фрішем, розробила фізику цього процесу, правильно інтерпретуючи експериментальні дані Гана та Штрассмана. 13 січня 1939 року Фріш повторив процес, який спостерігали Ган і Штрассман. У доповіді Майтнер і Фріша в журналі Nature за лютий 1939 року вони дали цьому процесу назву «поділ». Відкриття ядерного поділу під час Другої світової війни призвело до розробки атомних бомб і ядерних реакторів.
Мейтнер не отримала Нобелівську премію з хімії 1944 року за ядерний поділ, яку отримав її давній співробітник Отто Ган. Кілька вчених і журналістів назвали її виключення «несправедливим». За архівом Нобелівської премії, її 19 разів номінували на Нобелівську премію з хімії між 1924 і 1948 роками та 30 разів на Нобелівську премію з фізики між 1937 і 1967 роками. Незважаючи на те, що Мейтнер не була нагороджена Нобелівською премією, 1962 року її запросили взяти участь у зустрічі лауреатів Нобелівської премії у Ліндау. Вона отримала багато інших нагород, включаючи посмертне присвоєння свого імені елементу 109 майтнерій у 1997 році. Альберт Ейнштейн назвав Майтнер «німецькою Марією Кюрі».

## Ранні роки
Еліза Майтнер народилася 7 листопада 1878 року в єврейській родині вищого середнього класу в сімейному будинку на Кайзер Йозефштрассе, 27 у районі Леопольдштадт у Відні. Вона була третьою з восьми дітей шахового майстра Філіпа Майтнера та його дружини Гедвіґ. У реєстрі народжень єврейської громади Відня вказано, що вона народилася 17 листопада 1878 року, але в усіх інших документах її дата народження вказана як 7 листопада, що вона й використовувала. Її батько був одним із перших єврейських юристів, яких було допущено до практики в Австрії. У неї було двоє старших братів і сестер, Гізела і Огюст (Густі), і четверо молодших: Моріс (Фріц), Карола (Лола), Фріда і Вальтер; усі зрештою здобули вищу освіту. Її батько був вільнодумцем, і вона була вихована в цьому ж дусі. Будучи дорослою, вона перейшла в християнство, прийнявши лютеранський обряд, і охрестилася 1908 року. Її сестри Гізела і Лола того ж року прийняли католицизм. В цей час Еліза прийняла скорочене ім'я «Ліза».

## Освіта
Інтерес до науки у Майтнер з'явився у вісім років, коли вона тримала під подушкою зошит зі своїми науковими дослідженнями. Її приваблювали математика та природничі науки, і вона вивчала кольори нафтової плями, тонкі плівки та відбите світло. Єдиною кар'єрою, доступною для жінок, було викладання, тому вона відвідувала середню школу для дівчат, де здобула освіту вчительки французької мови. Окрім французької мови, її освіта включала бухгалтерію, арифметику, історію, географію, природничі науки та гімнастику. 1892 року вона закінчила гімназію. До 1897 року жінкам не дозволялося відвідувати державні заклкди вищої освіти у Відні, але коли це обмеження було знято, вимога про гімназійну освіту була скасована, і жінкам потрібно було лише скласти матуру - атестат зрілості, необхідний для вступу до університету. 1900 року її сестра Гізела отримала атестат зрілості і вступила до медичного інституту. У 1899 році Майтнер почала брати приватні уроки з двома іншими юнками, заповнюючи пропущені роки середньої освіти. Фізику викладав Артур Сарваші. У липні 1901 року вони склали екстерном іспит на атестат зрілості в Академічній гімназії. Чотири з чотирнадцяти жінок склали іспит, у тому числі Мейтнер і Генрієтта Больцман, дочка фізика Людвіга Больцмана.

## Дослідження, робота та наука

### Віденський університет
У жовтні 1901 року Мейтнер вступила до Віденського університету. Особливо вона надихалася Людвігом Больцманом і часто із захопленням розповідала про його лекції. Її дисертацією керували Франц Екснер та його асистент Ганс Бенндорф. Її дисертація під назвою Prüfung einer Formel Maxwells («Дослідження рівняння Максвелла»), було подано на захист 20 листопада 1905 року та затверджено 28 листопада. 19 грудня вона склала усний іспит від Екснера та Больцмана й 1 лютого 1906 року отримала ступінь доктора. Ліза стала другою жінкою, яка отримала ступінь доктора фізики у Віденському університеті після Ольги Штайндлер, яка отримала свій ступінь 1903 року; третьою була Сельма Фрейд, яка працювала в тій же лабораторії, що й Мейтнер, і отримала свою ступінь 1906 року. 22 лютого 1906 року дисертація Майтнер була опублікована як Wärmeleitung in inhomogenen Körpern («Теплопровідність в неоднорідних тілах»).
Пол Еренфест попросив її дослідити статтю про оптику лорда Релея, в якій докладно описано експеримент, який дав результати, які Релей не зміг пояснити. Вона змогла пояснити результати, а також зробила прогнози на основі своїх пояснень, які потім перевірила експериментально, продемонструвавши свою здатність проводити незалежні та неконтрольовані дослідження. Дані результати Ліза опублікувала у своїй доповіді «Деякі висновки, виведені з формули відбиття Френеля». У 1906 році, займаючись цими дослідженнями, Майтнер познайомилася зі Стефаном Майєром, який познайомив її з радіоактивністю, на той час дуже новою галуззю досліджень. Ліза почала заглиблюватись у дану сферу із альфа-частинок. У своїх експериментах з коліматорами та металевою фольгою вона виявила, що розсіювання в пучку альфа-частинок збільшується разом із масою атомів металу. 29 червня 1907 року вона подала свої висновки до Physikalische Zeitschrift. Це був один із експериментів, завдяки якому Ернест Резерфорд передбачив ядерний атом.

### Університет Фрідріха Вільгельма
Підбадьорена та підтримана фінансовою підтримкою батька, Майтнер вступила до Берлінського університету імені Фрідріха Вільгельма, де викладав відомий фізик Макс Планк. Планк запросив її до себе додому і дозволив їй відвідувати його лекції. Це був незвичайний жест Планка, який був визнаний противником вступу жінок до університетів загалом, але, очевидно, визнав Майтнер винятком. Вона подружилася з близнючками Планка  - Еммою та Грете, які народилися 1889 року, і мали спільну з Майтнер любов до музики.
Відвідування лекцій Планка не забирало у неї весь час, і Мейтнер звернулася до Генріха Рубенса, керівника Інституту експериментальної фізики, щоб провести деякі дослідження. Рубенс сказав, що був би радий, щоб вона працювала в його лабораторії. Він також додав, що Отто Ган в інституті хімії шукає фізика для співпраці. Через кілька хвилин її представили Гану. Той вивчав радіоактивні речовини під керівництвом Вільяма Рамзі та Ернеста Резерфорда, і йому вже приписували відкриття того, що тоді вважалося кількома новими радіоактивними елементами. Ган був такого ж віку, як Мейтнер, і вона відзначила його неформальну та доступну манеру. У Монреалі Ган звик співпрацювати з фізиками, включаючи принаймні одну жінку, Гаррієт Брукс.
Голова хімічного інституту Еміль Фішер передав у підвальне приміщення колишній деревообробний цех (Holzwerkstatt) для використання в якості лабораторії. Ган оснастив його електроскопами для вимірювання альфа- та бета-частинок і гамма-променів. У лісообробному цеху не було можливості проводити дослідження, але Альфред Сток, керівник відділу неорганічної хімії, дозволив Гану використовувати приміщення в одній із двох його приватних лабораторій. Як і Мейтнер, Ган не отримував зарплати і жив за рахунок допомоги від свого батька, хоча й дещо більшої, ніж її. На початку 1907 року він закінчив свою габілітацію і став приват-доцентом. Більшість хіміків-органіків з Інституту хімії не вважали роботу Гана — виявлення дрібних слідів ізотопів, надто малих, щоб побачити, зважити чи понюхати через їхню радіоактивність — справжньою хімією. Один керівник департаменту зауважив, що «неймовірно, що можна робити, щоб бути приват-доцентом у наші дні!».
Спочатку Майтнер було важко влаштуватися на навчання. У німецькій державі Королівство Пруссія, до складу якої входив Берлін, жінок ще не допускали до університетів. Майтнер дозволили працювати в деревообробному цеху, який мав окремий зовнішній вхід, але вона не могла потрапити до решти приміщень інституту, в тому числі до лабораторії Гана, розташованої нагорі. Якщо вона хотіла сходити в туалет, то мусила користуватися туалетом у ресторані вниз по вулиці. Наступного року до прусських університетів дозволили вступати жінкам, і Фішер зняв обмеження, а в будівлі встановили жіночі туалети. Не всі хіміки були цьому раді. Інститут фізики сприймав більше, і вона подружилася з фізиками там, серед яких були Отто фон Байєр, Джеймс Франк, Густав Людвіг Герц, Роберт Пол, Макс Планк, Пітер Прінгсгайм і Вільгельм Вестфаль.
Протягом перших років спільної роботи Мейтнер і Ган опублікували дев'ять робіт: три в 1908 році і шість - 1909 року. Разом з Ганом вона відкрила і розробила фізичний метод розділення, відомий як радіоактивний відскок, в якому дочірнє ядро з силою викидається, коли воно відскакує в момент розпаду. У той час як Ган був більше зацікавлений у відкритті нових елементів (тепер відомих як ізотопи), Мейтнер більше цікавило розуміння їхнього випромінювання. Вона помітила, що радіоактивна віддача, яку відкрила Гаррієт Брукс у 1904 році, може стати новим способом виявлення радіоактивних речовин. Незабаром вони відкрили ще два нових ізотопи - вісмут-211 і талій-207. Майтнер особливо цікавили бета-частинки. До цього часу було відомо, що вони є електронами. Альфа-частинки випромінювалися з характерною енергією, і вона очікувала, що це буде вірно і для бета-частинок. Ган і Майтнер ретельно виміряли поглинання бета-частинок алюмінієм, але результати були спантеличеними. У 1914 році Джеймс Чедвік виявив, що електрони, випущені з ядра, утворюють безперервний спектр, але Мейтнер було важко повірити в це, оскільки це суперечило квантовій фізиці, яка стверджувала, що електрони в атомі можуть займати лише дискретні енергетичні стани (кванти).

### Інститут хімії імені Кайзера Вільгельма
1912 року Ган і Майтнер переїхали до нещодавно заснованого Інституту хімії кайзера Вільгельма (KWI) у Берліні. Ган прийняв пропозицію Фішера стати молодшим помічником відповідального за відділ радіохімії, першу лабораторію такого роду в Німеччині. Робота супроводжувалася званням «професор» і зарплатою 5000 марок на рік (еквівалентно €29,000 2021 року). На відміну від університетів, приватно фінансований KWI не мав політики, що виключає жінок, але Мейтнер працювала безкоштовно як «гість» у секції Гана. Після смерті батька в 1910 році вона могла зіткнутися з фінансовими труднощами. Побоюючись, що вона може повернутися до Відня, Планк призначив її своєю асистенткою в Інституті теоретичної фізики Університету Фрідріха Вільгельма. На цій посаді вона перевіряла роботи його студентів. Це була її перша оплачувана посада. Асистент був найнижчою сходинкою на академічній драбині, і Майтнер стала першою жінкою-науковим асистентом у Пруссії.
23 жовтня 1912 року на офіційному відкритті KWI з хімії горді урядовці представили Майтнер кайзеру Вільгельму II. Наступного року вона стала Mitglied (співробітницею), як і Ган (хоча її зарплата була все ще меншою), а відділ радіоактивності став лабораторією Ган-Майтнер. Майтнер відсвяткувала цю подію званою вечерею в готелі «Адлон». Зарплати Ган і Мейтнер незабаром були затьмарені роялті від мезоторіуму («середнього торію», радію-228, також відомого як «німецький радій»), виробленого для медичних цілей, за який 1914 року Ган отримав 66 000 марок (що еквівалентно 369 000 євро 2021 року). Десять відсотків він віддав Майтнер. У 1914 році Мейтнер запропонували академічну посаду в Празі, яка тоді була частиною її країни Австро-Угорщини. Планк дав зрозуміти Фішеру, що не хоче, аби Майтнер їхала, і Фішер домігся подвоєння її зарплати до 3 000 марок (еквівалентно 17 000 євро 2021 року).
Переїзд до нового приміщення був вдалим, оскільки деревообробний цех був сильно забруднений радіоактивними рідинами, які були розлиті, а радіоактивні гази, які виходили і розпадалися, осідали у вигляді радіоактивного пилу, що унеможливлювало проведення чутливих вимірювань. Щоб забезпечити чистоту своїх нових лабораторій, Ган і Майтнер запровадили суворі процедури. Хімічні та фізичні вимірювання проводилися в різних кімнатах, люди, які працювали з радіоактивними речовинами, повинні були дотримуватися протоколів, які передбачали заборону рукостискань, а рулони туалетного паперу висіли біля кожного телефону та дверних ручок. Сильно радіоактивні речовини зберігалися в старій столярній майстерні, а згодом у спеціально збудованому радієвому будинку на території інституту.

## Перша світова війна і відкриття протактинію
У липні 1914 року — незадовго до початку Першої світової війни — Ган був покликаний на дійсну службу в армію в полк Ландверу. Майтнер пройшла підготовку рентгенівського техніка та курс анатомії в міській лікарні в Ліхтерфельде. Тим часом вона завершила як роботу над спектром бета-променів, яку вона розпочала ще до війни з Ганом і Байєром, так і своє власне дослідження ланцюжка розпаду урану. У липні 1915 року вона повернулася до Відня, де приєдналася до австрійської армії як рентгенівська медсестра-технік. Її підрозділ було відправлено на східний фронт у Польщі, і вона також служила на італійському фронті до звільнення у вересні 1916 року.
У жовтні Майтнер повернулася до KWI для хімічних досліджень. У січні 1917 року її призначили завідувачем власної секції фізики. Лабораторію Гана-Майтнер було розділено на окремі лабораторії Гана та Майтнер, а її зарплату було збільшено до 4000 марок еквівалентно 10 000 євро 2021 року). Ган повернувся до Берліна у відпустку, і вони обговорили іншу незавершену довоєнну роботу: пошук материнського ізотопу актинія (елемент 89). Відповідно до закону радіоактивного зміщення Фаянса і Содді, це мав бути ізотоп невідкритого елемента 91 у періодичній таблиці, який лежав між торієм (елемент 90) і ураном (елемент 92). Казимір Файанс і Освальд Гельмут Герінг виявили відсутній елемент у 1913 році та назвали його бревієм через його короткий період напіврозпаду. Однак ізотоп, який вони знайшли, був бета-випромінювачем і, отже, не міг бути материнським ізотопом актинія. Це мав бути інший ізотоп того самого елемента.
У 1914 році Ган і Майтнер розробили нову техніку для відділення групи танталу від настурану, яка, як вони сподівалися, прискорить виділення нового ізотопу. Коли Майтнер 1917 року відновила цю роботу, Ган і більшість студентів, лаборантів і техніків були покликані служити в збройних силах, тому Майтнер довелося все робити самій. У лютому вона добула 2 грами діоксиду кремнію (SiO
2) з 21 грама настурану. Вона відклала 1,5 грама і додала носій пентафторид танталу (TaF
5) до інших 0,5 грамів, які вона розчинила у фтористому водні (HF). Потім вона зварила його в концентрованій сірчаній кислоті (H
2SO
4), виділила те, що вважалося елементом 91, і підтвердила, що це був альфа-випромінювач. Ган повернувся додому у відпустку у квітні, і разом вони розробили серію тестів, щоб усунути інші джерела альфа-частинок. Єдиними відомими речовинами з подібною хімічною поведінкою були свинець-210 (який розпадається до альфа-випромінювача полонію-210 через вісмут-210) і торію-230.
Для цього потрібно було більше уранініту. Майтнер поїхала до Відня, де зустрілася зі Стефаном Майєром. Експорт урану з Австрії був заборонений через обмеження воєнного часу, але Мейєр зміг запропонувати їй кілограм уранового залишку, уранініту, з якого було видалено уран, що насправді краще підходило для її мети. Тести показали, що альфа-активність не була зумовлена цими речовинами. Залишалося лише знайти докази наявності актинію. Для цього було потрібно ще більше уранініту, але цього разу Мейєр не зміг допомогти, оскільки експорт тепер був заборонений. Мейтнер вдалося отримати 100 г «подвійного залишку» - пекової суміші без урану і радію - від Фрідріха Оскара Ґізеля і почала досліди з 43 грамами, але її склад був іншим, і спочатку її досліди не дали результатів. З допомогою Ґізеля вона змогла отримати чистий продукт, який був сильно радіоактивним. До грудня 1917 року їй вдалося виділити як материнський ізотоп, так і його дочірній продукт актиній. У березні 1918 року вона подала свої результати на публікацію.
Незважаючи на те, що Файанс і Герінг були першими, хто відкрив цей елемент, звичай вимагав, щоб елемент був представлений його найдовше живучим і найпоширенішим ізотопом, і бревій не здавався доречним. Файанс погодився, щоб Мейтнер назвала елемент «протоактиній» (згодом скорочено до протактиній) і присвоїв йому хімічний символ Ра. У червні 1918 року Содді та Джон Кренстон оголосили, що вони незалежно вилучили зразок ізотопу, але на відміну від Мейтнер вони були не в змозі описати його характеристики. Вони визнали пріоритет Майтнер і погодилися на її назву. Зв'язок з ураном залишався загадкою, оскільки жоден із двох відомих ізотопів урану (уран-234 і уран-238) не розпався на протактиній. Проблема залишалася нерозкритою, поки 1935 року Артур Джеффрі Демпстер не відкрив уран-235.

## Бета-випромінювання
1921 року Майтнер прийняла запрошення Манне Зігбана приїхати до Швеції та прочитати серію лекцій з радіоактивності як запрошений професор Лундського університету. Вона виявила, що в Швеції було проведено дуже мало досліджень радіоактивності, але вона дуже хотіла дізнатися про рентгенівську спектроскопію, яка була спеціальністю Зіґбана. У його лабораторії вона познайомилася з голландським докторантом Дірком Костером, який вивчав рентгенівську спектроскопію, і його дружиною Міп, яка працювала над докторською дисертацією з індонезійської мови та культури. Озброївшись своїми нещодавно отриманими знаннями про рентгенівську спектроскопію, Мейтнер повернулася до Берліна і по-новому поглянула на спектри бета-променів. Було відомо, що частина бета-випромінювання була первинною, коли електрони викидалися безпосередньо з ядра, а частина була вторинною, коли альфа-частинки з ядра вибивали електрони з орбіти. Мейтнер скептично поставився до твердження Чедвіка про те, що спектральні лінії повністю зумовлені вторинними електронами, тоді як первинні утворюють суцільний спектр. Використовуючи методи, розроблені Жаном Данішем, вона досліджувала спектри свинцю-210, радію-226 і торію-238. У 1922 році Мейтнер відкрила причину випромінювання електронів із поверхонь атомів із «сигнатурними» енергіями, тепер відомі як ефект Оже-Майтнера. Ефект отримав другу назву на честь П’єра Віктора Оже, який незалежно відкрив його 1923 року.
У 1920 році в Пруссії жінкам було надано право на габілітацію, а в 1922 році Майтнер отримала габілітацію та стала приват-доцентином. Вона була першою жінкою, яка отримала диплом з фізики у Пруссії, і лише другою в Німеччині після Гедвіґи Кон. Оскільки Майтнер уже опублікувала понад 40 статей, від неї не вимагалося подавати дисертацію, але Макс фон Лауе рекомендував не скасовувати вимогу щодо інавгураційної лекції, оскільки його цікавило те, що вона мала сказати. Тому вона виступила з інавгураційною лекцією на тему «Проблеми космічної фізики». З 1923 по 1933 рік вона кожного семестру викладала колоквіум або підручник в Університеті Фрідріха Вільгельма, а також керувала докторантами в KWI з хімії. У 1926 році вона стала außerordentlicher Professor (надзвичайним професором), першою жінкою-професором фізики в Німеччині. Її секція фізики стала більшою, і вона отримала постійного асистента. Вчені з Німеччини та всього світу приїжджали до KWI для хімії, щоб провести дослідження під її керівництвом. У 1930 році Майтнер з Лео Сілярдом викладала семінар «Питання атомної фізики та атомної хімії».
В KWI Мейтнер побудувала хмарну камеру Вільсона для хімії, першу в Берліні, і разом зі своїм учнем Куртом Фрайтагом вивчала сліди альфа-частинок, які не стикаються з ядром. Зі своїм помічником Куртом Філіппом вона пізніше використовувала його, щоб зробити перші зображення слідів позитронів від гамма-випромінювання. Вона довела твердження Чедвіка про те, що дискретні спектральні лінії були повністю результатом вторинних електронів, а тому безперервні спектри були дійсно повністю викликані первинними. У 1927 році Чарльз Драммонд Елліс і Вільям Альфред Вустер виміряли енергію безперервного спектру, утвореного бета-розпадом вісмуту-210, на 0,34 МеВ, де енергія кожного розпаду становила 0,35 МеВ. Таким чином, на спектр припадає майже, але не вся енергія. Майтнер знайшла цей результат настільки тривожним, що вона повторила експеримент з Вільгельмом Ортманом, використовуючи покращений метод, і підтвердила результати Елліса та Вустера.
Виявилося, що закон збереження енергії не виконується для бета-розпаду, що Майтнер вважала неприйнятним. У 1930 році Вольфганг Паулі написав відкритого листа Майтнер та Гансу Гейгеру, в якому він припустив, що безперервний спектр був викликаний випромінюванням другої частинки під час бета-розпаду, яка не мала електричного заряду та незначної або взагалі не мала маси спокою. Цю ідею підхопив Енріко Фермі у своїй теорії бета-розпаду 1934 року, де він дав назву гіпотетичній нейтральній частинці - «нейтрино». У той час не було надії виявити нейтрино, але 1956 року Клайд Ковен і Фредерік Рейнс це зробили.

## Нацистська Німеччина
30 січня 1933 року Адольф Гітлер склав присягу як канцлер Німеччини, оскільки його нацистська партія (НСДАП) тепер була найбільшою партією в Рейхстазі. Закон про відновлення професійної державної служби від 7 квітня 1933 року позбавив євреїв державної служби, включно з академічними. Майтнер ніколи не намагалася приховувати своє єврейське походження, але спочатку була звільнена від його впливу на багатьох підставах: вона працювала до 1914 року, служила в армії під час світової війни, була громадянкою Австрії, а не Німеччини. Крім того, Інститут кайзера Вільгельм був державно-промисловим партнерством. Однак 6 вересня її було звільнено з посади ад’юнкт-професора на тій підставі, що її служба під час Першої світової війни не була на фронті, і вона не завершила свою габілітацію до 1922 року. Це не вплинуло на її зарплату чи роботу в KWI для хімії. Карл Бош, директор IG Farben, основного спонсора KWI з хімії, запевнив Майтнер, що її становище там безпечне. Хоча Ган і Майтнер залишилися на чолі, їхні помічники, Отто Ербахер і Курт Філіп відповідно, які обидва були членами НСДАП, отримали дедалі більший вплив на повсякденне управління інститутом.
Іншим не пощастило; її племінника Отто Роберта Фріша було звільнено з посади в Інституті фізичної хімії Гамбурзького університету, як і Отто Штерна, директора інституту. Штерн знайшов Фріша посаду у Патріка Блекетта в коледжі Біркбек в Англії, а пізніше з 1934 по 1939 рік він працював в Інституті Нільса Бора в Копенгагені. Фріц Штрассман приїхав до Інституту хімії кайзера Вільгельма, щоб навчатися під керівництвом Гана та покращити свої перспективи працевлаштування. Він відхилив вигідну пропозицію працевлаштування, оскільки вона вимагала політичної підготовки та членства в нацистській партії, і вийшов із Товариства німецьких хіміків, коли воно стало частиною Нацистського німецького трудового фронту, замість того, щоб стати членом організації, контрольованої нацистами. В результаті він не міг ні працювати в хімічній промисловості, ні отримати абілітацію. Майтнер переконала Гана найняти його як помічника. Невдовзі його вважали третім співавтором у виданих ними документах, а іноді навіть ставили першим. Між 1933 і 1935 роками Мейтнер публікувалася ексклюзивно в журналі Naturwissenschaften, оскільки його редактор Арнольд Берлінер був євреєм, і він продовжував приймати матеріали від єврейських учених. Це спричинило бойкот видання, і в серпні 1935 року видавець Springer-Verlag звільнив Берлінера.

## Трансмутація
Після того, як 1932 року Чедвік відкрив нейтрон, Ірен Кюрі та Фредерік Жоліо опромінили алюмінієву фольгу альфа-частинками і виявили, що в результаті утворюється короткоживучий радіоактивний ізотоп фосфору. Вони відзначили, що випромінювання позитронів продовжилося після припинення опромінення. Вони не лише відкрили нову форму радіоактивного розпаду, але й перетворили один елемент у досі невідомий радіоактивний ізотоп іншого, тим самим викликавши радіоактивність там, де її раніше не було. Радіохімія тепер більше не обмежується певними важкими елементами, а поширюється на всю періодичну таблицю. Чедвік зазначив, що будучи електрично нейтральними, нейтрони можуть проникати в ядро легше, ніж протони або альфа-частинки. Енріко Фермі та його колеги в Римі підхопили цю ідею і почали опромінювати елементи нейтронами.
Закон радіоактивного зміщення Фаянса і Содді говорить, що бета-розпад змушує ізотопи переміщуватись на один елемент вгору в періодичній таблиці, а альфа-розпад змушує їх рухатися на два вниз. Коли група Фермі бомбардувала атоми урану нейтронами, вони виявили складну суміш напіврозпадів. Тому Фермі дійшов висновку, що були створені нові елементи з атомними номерами більше 92 (відомі як трансуранові елементи). Майтнер і Ган не співпрацювали протягом багатьох років, але Мейтнер дуже хотіла дослідити результати Фермі. Спочатку Ган не був таким, але він змінив свою думку, коли Арістід фон Гроссе припустив, що те, що знайшов Фермі, було ізотопом протактинію. «Єдине питання, — писав пізніше Ган, — здавалося, що Фермі знайшов ізотопи трансуранових елементів, або ізотопи наступного за порядком елемента - протактинію. Тоді ми з Лізою Майтнер вирішили повторити експерименти Фермі, щоб з'ясувати, чи був 13-хвилинний ізотоп ізотопом протактинію, чи ні. Це було логічне рішення, адже ми були першовідкривачами протактинію».
Між 1934 і 1938 роками Ган, Майтнер і Штрассман виявили велику кількість радіоактивних продуктів трансмутації, усі з яких вони вважали трансурановими. У той час існування актиноїдів ще не було встановлено, і уран помилково вважався елементом 6 групи, подібним до вольфраму. З цього випливало, що перші трансуранові елементи були б подібні до елементів групи 7-10, ренію та платиноїдів. Вони встановили наявність кількох ізотопів щонайменше чотирьох таких елементів і (помилково) ідентифікували їх як елементи з атомними номерами від 93 до 96. Вони були першими вченими, які виміряли 23-хвилинний період напіврозпаду синтетичного радіоізотопу урану-239 і хімічно встановили, що він є ізотопом урану, але з їхніми слабкими джерелами нейтронів вони не змогли продовжити цю роботу до логічного завершення і визначити справжній елемент 93. Вони визначили десять різних періодів напіврозпаду з різним ступенем достовірності. Щоб пояснити їх, Мейтнер довелося висунути гіпотезу про новий клас реакцій і альфа-розпад урану, про які раніше ніколи не повідомлялося і для яких не було фізичних доказів. Ган і Штрассман вдосконалили свої хімічні процедури, а Майтнер розробила нові експерименти для вивчення процесів реакції.
У травні 1937 року Ган і Майтнер опублікували паралельні звіти: один у Zeitschrift für Physik з Майтнер як першою авторкою, а інший у Chemische Berichte з Ганом як першим автором. Ган закінчив свою публікацію, рішуче заявивши: Vor allem steht ihre chemische Verschiedenheit von allen bisher bekannten Elementen außerhalb jeder Diskussion («Перш за все, їхня хімічна відмінність від усіх раніше відомих елементів не потребує подальшого обговорення»). Майтнер була дедалі невпевненішою. Вона розглядала можливість того, що реакції були з різних ізотопів урану; було відомо три: уран-238, уран-235 і уран-234. Однак, коли вона розрахувала нейтронний переріз, воно було занадто великим, щоб бути чимось іншим, окрім найпоширенішого ізотопу, урану-238, і дійшла висновку, що це має бути ще один випадок ядерної ізомерії, явища, яке Ган виявив у протактинії роками раніше. Тому вона завершила свою доповідь на зовсім іншій ноті для Гана, повідомивши, що: «Цей процес має бути захопленням нейтронів ураном-238, що призводить до трьох ізомерних ядер урану-239. Цей результат дуже важко узгодити з сучасними концепціями ядро».

## Втеча з Німеччини
Після аншлюсу, анексії Австрії Німеччиною 12 березня 1938 року, Майтнер втратила австрійське громадянство. Нільс Бор запропонував їй читати лекції в Копенгагені, а Пауль Шеррер запросив її відвідати конгрес у Швейцарії з оплатою всіх витрат. Карл Бош все ще сказав, що вона може залишитися в KWI на хімії, але в травні вона знала, що Міністерство науки, освіти та культури Рейху розглядає її справу. 9 травня вона вирішила прийняти запрошення Бора поїхати до Копенгагена, де працював Фріш, але коли вона пішла в консульство Данії, щоб отримати туристичну візу, їй сказали, що Данія більше не визнає її австрійський паспорт дійсним. Вона не могла виїхати до Данії, Швейцарії чи будь-якої іншої країни.
Бор приїхав до Берліна в червні і був дуже стурбований. Повернувшись до Копенгагена, він почав шукати посаду для Майтнер у Скандинавії. Він також попросив Ганса Крамерса перевірити, чи є щось доступне в Нідерландах. Крамерс зв’язався з Костером, який, у свою чергу, повідомив Адріана Фоккера. Костер і Фоккер намагалися влаштувати Майтнер в університеті Гронінгена. Вони виявили, що Фонд Рокфеллера не буде підтримувати вчених-біженців, і що Міжнародна федерація жінок-університетів була завалена заявками на підтримку з Австрії. 27 червня Майтнер отримала пропозицію про однорічну посаду в новій Лабораторії Манне Зігбана у Стокгольмі, який тоді будувався, який мав би бути присвячений ядерній фізиці, і вона вирішила його прийняти. Але 4 липня вона дізналася, що науковцям більше не дозволять виїжджати за кордон.
Через Бора в Копенгагені Пітер Дебай спілкувався з Костером і Фоккером, і вони звернулися до міністерства освіти Нідерландів із проханням дозволити Мейтнер приїхати до Нідерландів. Оскільки іноземцям не дозволялося працювати за плату, було потрібно призначення неоплачуваного приват-доцента. Вандер Йоханнес де Гааз і Антон Едуард ван Аркель домовилися про один у Лейденському університеті. Костер також розмовляв з начальником прикордонної служби, який запевнив його, що Майтнер пропустять. Друг Костера, Е. Г. Ебельс, був місцевим політиком з прикордонної зони, і він говорив безпосередньо з прикордонниками на кордоні.
11 липня Костер прибув до Берліна, де зупинився з Дебаєм. Наступного ранку Майтнер рано прибула до KWI з хімії, і Ган ознайомив її з планом. Щоб уникнути підозр, вона дотримувалася свого звичного розпорядку, залишаючись в інституті до 20:00, виправляючи одну зі статей співробітника для публікації. Ган і Поль Росбо допомогли їй спакувати дві невеликі валізи, в яких були лише літні речі. Ган дав їй діамантову каблучку, яку успадкував від матері, на випадок надзвичайної ситуації; вона взяла з собою лише 10 марок у гаманці (еквівалент 40 євро у 2021 році). Потім вона провела ніч у будинку Гана. Наступного ранку Майтнер зустріла Костера на залізничному вокзалі, де вони зробили вигляд, що зустрілися випадково. Вони поїхали малозавантаженою лінією до залізничної станції Бад-Ньовешанс на кордоні, яку перетнули без інцидентів; німецькі прикордонники могли подумати, що Майтнер була дружиною професора. Телеграма від Паулі повідомляла Костера, що тепер він «так само відомий викраденням Лізи Мейтнер, як і відкриттям гафнію».
26 липня Майтнер дізналася, що Швеція надала їй дозвіл на в’їзд за її австрійським паспортом, і через два дні вона прилетіла до Копенгагена, де її зустрів Фріш, і зупинилася з Нільсом і Маргрете Бор у їхньому будинку відпочинку в Тісвільде. 1 серпня вона поїхала потягом і пароплавом на станцію Гетеборг у Швеції, де її зустріла Єва фон Бар. Вони поїхали потягом, а потім пароплавом до дому фон Бар у Кунгельві, де вона пробула до вересня. Ган розповів усім у KWI для хімії, що Майтнер поїхала до Відня, щоб відвідати своїх родичів, і через кілька днів інститут закрився на літо. 23 серпня вона написала Бошу з проханням піти на пенсію. Він намагався відправити її речі до Швеції, але Міністерство освіти Рейху наполягало, щоб вони залишилися в Німеччині.
Майтнер також була стурбована своєю сім'єю в Австрії. Однією з її перших дій у Швеції було подання заяви на отримання шведського дозволу на імміграцію для Густі та її чоловіка Юстиніана (Ютца) Фріша. Замість неї на посаді керівника секції фізики Ган обрав Йозефа Маттауха та поїхав до Відня, щоб запропонувати йому роботу. Перебуваючи там, 9 листопада він обідав із сестрами Майтнер Густі та Гізелою та їхніми чоловіками Юцем Фрішем і Карлом Ліоном. Наступного дня Густі повідомив йому, що Фріш заарештований. Того дня Майтнер прибула до Копенгагена; через її недійсний австрійський паспорт було складно отримати туристичну візу. Ган приєднався до неї в Копенгагені 13 листопада та обговорив дослідження урану з Майтнер, Бором і Отто Робертом Фрішем.

## Поділ ядра
Ган і Штрассманн виділили три ізотопи радію (підтверджені періодами напіврозпаду) і використали фракційну кристалізацію, щоб відокремити їх від барієвого носія, додаючи кристали броміду барію в чотири етапи. Оскільки радій переважно випадає в осад у розчині броміду барію, на кожному етапі фракція, що відбиралася, містила б менше радію, ніж попередня. Однак вони не виявили різниці між кожною з фракцій. На випадок, якщо їхній процес був якимось чином неправильним, вони перевірили його з відомими ізотопами радію; процес був нормальним. 19 грудня Ган написав Майтнер, повідомивши, що ізотопи радію поводяться хімічно як барій. Прагнучи закінчити роботу до різдвяних канікул, Ган і Штрассманн 22 грудня подали свої результати до Наукового товариства природознавства, не чекаючи на відповідь Мейтнер. Ган завершив статтю словами: «Як хіміки... ми повинні замінити символи Ba, La, Ce на Ra, Ac, Th. Як «ядерні хіміки», досить близькі до фізики, ми ще не можемо змусити себе зробити цей крок, який суперечить усьому попередньому досвіду фізики».
Зазвичай Фріш святкувала Різдво з Майтнер у Берліні, але в 1938 році вона прийняла запрошення від Єви фон Бар провести його зі своєю родиною в Кунгельві, і Майтнер попросила Фріша приєднатися до неї там. Майтнер отримав лист від Гана, в якому описував його хімічний доказ того, що продуктом бомбардування урану нейтронами є барій. Барій мав атомну масу на 40% меншу, ніж уран, і жодні раніше відомі методи радіоактивного розпаду не могли пояснити таку велику різницю в масі ядра. Проте, вона негайно написала Гану відповідь: «На даний момент припущення про такий глибокий розпад здається мені дуже складним, але в ядерній фізиці ми пережили стільки несподіванок, що не можна беззастережно сказати: «Це неможливо»».
Майтнер відкинула можливість того, що Ган ідентифікував барій помилково; її віра в компетентність Гана як хіміка була абсолютною. Тоді Майтнер і Фріш замислилися над тим, як це могло бути можливим. Попередні спроби розщеплення атомів ніколи не мали достатньо енергії, щоб відколоти більше, ніж окремі протони або альфа-частинки, але ядро барію було набагато більшим. Вони розглянули модель ядра у вигляді рідкої краплі, запропоновану Георгєм Гамовим: можливо, крапля могла б витягнутися, а потім розділитися надвоє.

Пізніше Фріш написав:
У цей момент ми обоє сіли на стовбур дерева (все це обговорення відбулося, поки ми ходили по дереву на снігу, я з лижами, Ліза Майтнер стверджувала, що вона може ходити так само швидко і без), і почав обчислювати на клаптиках паперу. Заряд ядра урану, який ми виявили, був справді достатньо великим, щоб майже повністю подолати ефект поверхневого натягу; Таким чином, ядро урану дійсно може нагадувати дуже хитку нестабільну краплю, готову розділити себе при найменшій провокації, наприклад, при впливі одного нейтрона.
Але була інша проблема. Після розлуки дві краплі були б розлучені з їх взаємним електричним відштовхуванням і придбали б високу швидкість і, отже, дуже велику енергію, приблизно 200&nbsp;MeV в обох. Звідки ця енергія могла б вийти? На щастя, Ліза Майтнер згадала емпіричну формулу обчислення маси ядра і розробила, що два ядра, утворені поділом уранового ядра разом, будуть легшими, ніж оригінальне ядро урану приблизно на одну п’яту масу протона. Тепер, коли маса зникає, створюється енергія, за  Ейнштейновою формулою ''E''&nbsp;= ''mc''<sup>2</sup>, і п’ята частина протона Меса була просто еквівалентна 200&nbsp;MeV. Тож тут було джерело цієї енергії; це все пристосовано!
Майтнер і Фріш правильно витлумачили результати Гана, означаючи, що ядро урану розділилося приблизно навпіл. Перші дві реакції, які спостерігала Берлінська група, були легкими елементами, утвореними розпадом ядер урану; третій, 23-хвилинний, був розпадом на реальний елемент 93. Повернувшись до Копенгагена, Фріш повідомив про це Бора, який ляснув себе по лобі й вигукнув: «Які ми були ідіотами!». Бор пообіцяв нічого не говорити, доки вони не отримають документ, готовий до публікації. Щоб пришвидшити процес, вони вирішили надіслати односторінкову замітку до Nature. На даний момент єдиним доказом, який вони мали, був барій. За логікою, якщо утворився барій, іншим елементом має бути криптон, але Ган помилково вважав, що атомні маси повинні складати 239, а не атомні номери, які додають 92, і вважав, що це мазурій (технецій), тому  його не перевірив:

92U + n → 
56Ba + 
36Kr + some n 

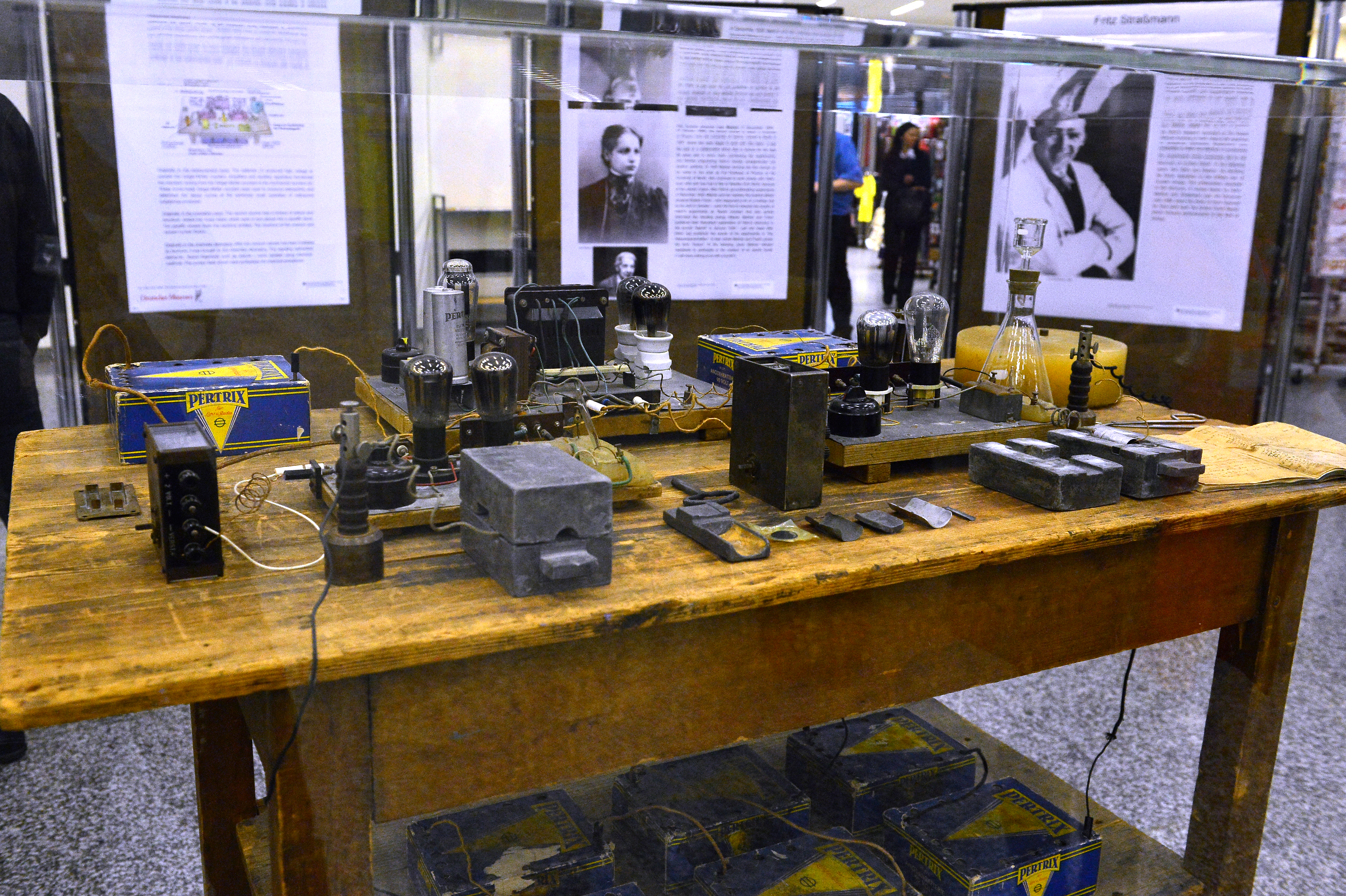
Виставка на честь 75-ї річниці відкриття ядерного поділу у Віденському міжнародному центрі в 2013 році. Стіл (позичений у Німецькому музеї Мюнхена) зараз описується як копія, а зображення Майтнера та Штрассмана розміщені на помітному місці.

Під час серії міжміських телефонних дзвінків Майтнер і Фріш придумали простий експеримент, щоб підтвердити свою заяву: виміряти віддачу осколків поділу за допомогою лічильника Гейгера з порогом, встановленим вище, ніж для альфа-частинок. Фріш провів експеримент 13 січня і виявив імпульси, спричинені реакцією, як і передбачалося. Він вирішив, що йому потрібна назва для нещодавно відкритого ядерного процесу. Він розмовляв з Вільямом А. Арнольдом, американським біологом, який працював з Джорджем де Гевесі, і запитав його, як біологи називають процес, за допомогою якого живі клітини діляться на дві частини. Арнольд сказав йому, що біологи називають це поділом. Потім Фріш застосував цю назву до ядерного процесу у своїй статті. Він надіслав обидві статті до Nature 16 січня; записка спільного авторства з'явилася в друку 11 лютого, а стаття Фріша про віддачу 18 лютого.
Ці три доповіді, перші публікації Гана-Штрасмана від 6 січня та 10 лютого 1939 року та публікація Фріша-Майтнер від 11 лютого 1939 року, мали електризований вплив на наукове співтовариство. У 1940 році Фріш і Рудольф Пайєрлс підготували меморандум Фріша-Пайєрлза, в якому було встановлено, що атомний вибух може бути здійснений.

## Нобелівська премія
Незважаючи на численні почесті, які Майтнер отримала за життя, вона не отримала Нобелівську премію, хоча за відкриття ядерного поділу її було присуджено Отто Гану. Її 49 разів номінували на Нобелівську премію з фізики та хімії, але жодного разу не нагородили. 15 листопада 1945 року Шведська королівська академія наук оголосила, що Ган був нагороджений Нобелівської премії з хімії 1944 року за «відкриття поділу важких атомних ядер». Мейтнер була тією особаою, яка сказала Гану та Штрассману детальніше перевірити їхній радій, і саме вона сказала Гану, що ядро урану може розпадатися. Без цих внесків Майтнер Ган не виявив би, що ядро урану може розщепитися навпіл.

У 1945 році Нобелівський комітет з хімії у Швеції, який обрав Нобелівську премію з хімії, вирішив присудити цю премію виключно Гану, який дізнався про це з газети під час ув’язнення у Фарм-Голлі в Англії. У 1990-х роках давно запечатані протоколи засідань Нобелівського комітету стали публічними, і повна біографія Майтнер, опублікована 1996 року Рут Левін Сайм, скористалася цим розпечатуванням, щоб переглянути виключення Майтнер. У статті 1997 року в журналі Американського фізичного товариства Physics Today Сайм та її колеги Елізабет Кроуфорд і Марк Вокер написали:
Схоже, що Ліза Майтнер не отримала премію 1944 року тому, що структура Нобелівських комітетів не була пристосована для оцінки міждисциплінарної роботи; тому, що члени комітету з хімії не змогли або не захотіли справедливо оцінити її внесок; і тому, що під час війни шведські вчені покладалися на власний обмежений досвід. Виключення Майтнер з числа лауреатів премії з хімії можна охарактеризувати як суміш дисциплінарної упередженості, політичної тупості, невігластва і поспіху.
Макс Фердинанд Перуц, лауреат Нобелівської премії з хімії 1962 року, дійшов подібного висновку:
Документи, які протягом п'ятдесяти років були замкнені в архівах Нобелівського комітету, і які призвели до цієї несправедливої нагороди, тепер показують, що тривале обговорення Нобелівським журі було ускладнене відсутністю оцінки як спільної роботи, що передувала відкриттю, так і письмового та усного внеску Мейтнер після її втечі з Берліна.
До складу фізичного комітету з п'яти членів входили Манне Зігбан; його колишній учень Ерік Гултен, професор експериментальної фізики Упсальського університету; і Аксель Лінд, який зрештою змінив Гултена. Усі троє належали до школи рентгенівської спектроскопії Зігбана. Погані стосунки між Зігбаном і Майтнер були тут фактором, як і упередженість до експериментальної, а не до теоретичної фізики. У своїй доповіді про роботи Майтнер і Фріша Гултен спирався на довоєнні документи. Він не вважав їхню роботу новаторською, і стверджував, що премія з фізики присуджується за експериментальну, а не за теоретичну роботу, чого не було багато років. Сама Мейтнер тоді написала в листі: «Безумовно, Ган повністю заслужив Нобелівську премію з хімії. У цьому немає жодних сумнівів. Але я вважаю, що ми з Фрішем зробили чималий внесок у з'ясування процесу поділу урану - як він виникає і що він виробляє стільки енергії, - і це було чимось дуже далеким для Гана». Нобелівська премія Гана очікувалася довго; і він, і Майтнер кілька разів номінувалися на премії з хімії та фізики ще до відкриття поділу ядер. За архівом Нобелівської премії, між 1924 і 1948 роками її 19 разів номінували на Нобелівську премію з хімії та 30 разів на Нобелівську премію з фізики між 1937 і 1967 роками. Серед її номінантів були Артур Комптон, Дірк Костер, Казімір Файанс, Джеймс Франк, Отто Ган, Оскар Кляйн, Нільс Бор, Макс Планк і Макс Борн. Незважаючи на те, що Мейтнер не була нагороджена Нобелівською премією, 1962 року її запросили взяти участь у зустрічі лауреатів Нобелівської премії в Ліндау.

## Подальше життя

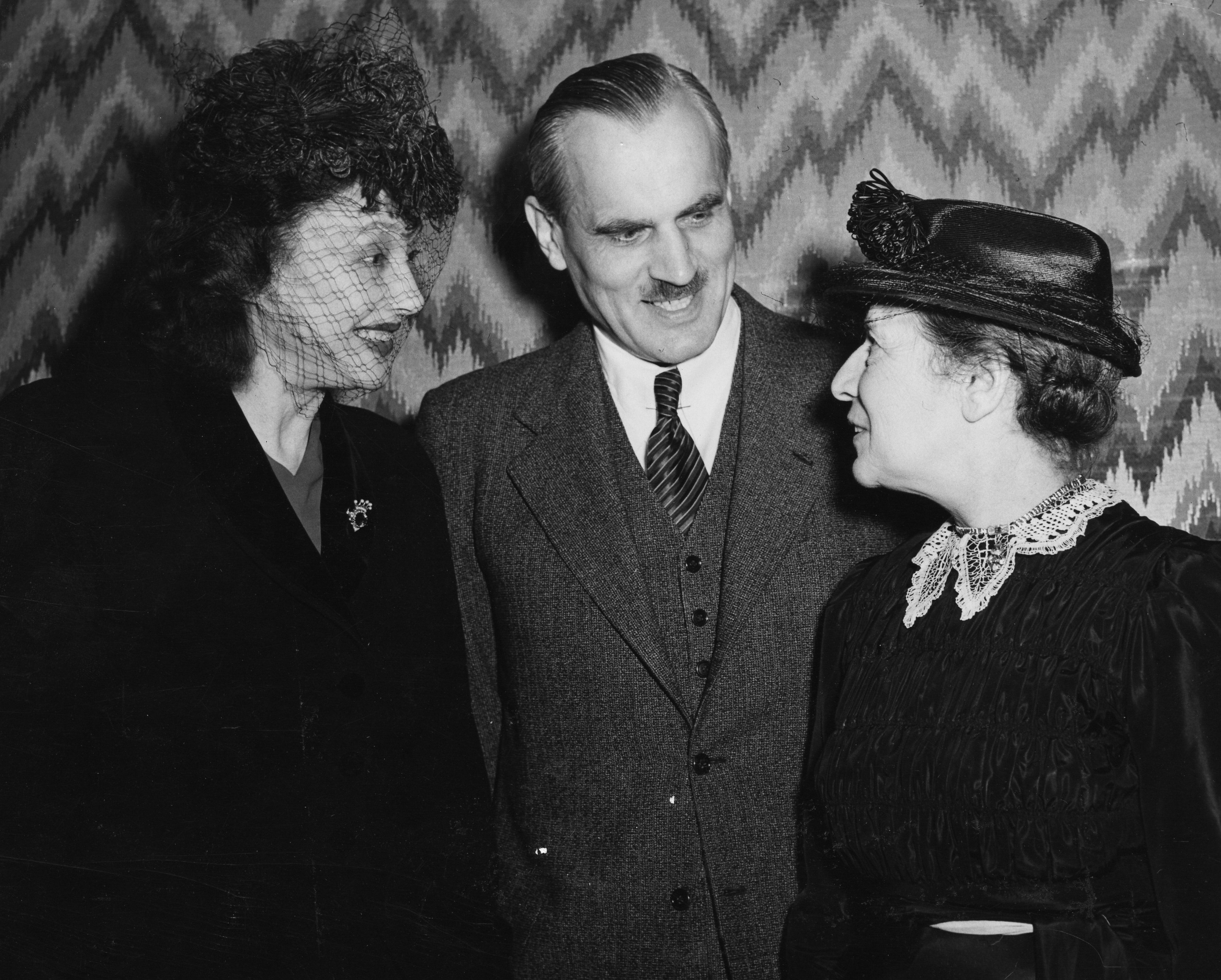
Майтнер з актрисою Кетрін Корнелл і фізиком Артуром Комптоном 6 червня 1946 року

Майтнер з'ясувала, що Зіґбан її не хоче. На пропозицію приїхати до Швеції він відповів, що не має грошей і може запропонувати Майтнер лише місце роботи. Тоді Єва фон Бор написала Карлу Вільгельму Озену, який надав гроші з Нобелівського фонду. Завдяки цьому вона отримала приміщення для лабораторії, але тепер їй довелося виконувати роботу, яку вона могла доручати своїм лаборантам протягом попередніх двадцяти років. Рут Левін Сайм написала, що:
У Швеції не було загальної симпатії до біженців з нацистської Німеччини: країна була маленькою, зі слабкою економікою та відсутністю іммігрантських традицій, а її академічна культура завжди була чітко пронімецькою, і ця традиція майже не змінилася до середини війни, коли стало очевидно, що Німеччина не переможе. Під час війни члени групи Зіґбана бачили Майтнер аутсайдером, замкненою і пригніченою; вони не розуміли ні переміщення і тривоги, спільних для всіх біженців, ні травми втрати друзів і родичів під час Голокосту, ні виняткової ізольованості жінки, яка цілковито присвятила своє життя роботі.
14 січня 1939 року Майтнер дізналася, що її зятя Юца звільнили з Дахау, а йому та її сестрі Густі дозволили емігрувати до Швеції. Бос Ютца, Ґотфрід Берманн, утік до Швеції та запропонував Ютцу його колишню роботу у видавництві, якщо він зможе приїхати. Нільс Бор заступився перед шведським чиновником Юстієродом Александерссоном, який сказав, що Юц отримає дозвіл на роботу після прибуття до Швеції. Він працював там до виходу на пенсію в 1948 році, а потім переїхав до Кембриджа, щоб приєднатися до Отто Роберта Фріша. Її сестра Гізела та зять Карл Ліон переїхали до Англії, і Майтнер також розглядала можливість переїзду туди. У липні 1939 року вона відвідала Кембридж та прийняла пропозицію Вільяма Лоуренса Брегга та Джона Кокрофта про посаду в Кавендішській лабораторії за трирічним контрактом із коледжем Гіртон, Кембридж, але, перш ніж вона змогла зробити цей хід, у вересні 1939 року спалахнула Друга світова війна.

У Швеції Майтнер як могла продовжувала свої дослідження. Вона виміряла нейтронний переріз торію, свинцю та урану, використовуючи диспрозій як детектор нейтронів методику аналізу, вперше започатковану Джорджем де Гевеші та Гільде Леві. Вона змогла організувати приїзд Гедвіґ Кон, якій загрожувала депортація до Польщі, до Швеції, а зрештою емігрувати до Сполучених Штатів, подорожуючи через Радянський Союз. Їй не вдалося вивести Штефена Майєра з Німеччини, але йому вдалося пережити війну. Вона відхилила пропозицію приєднатися до Фріша в британському внеску в Мангеттенський проєкт у лабораторії Лос-Аламоса, заявивши, що «я не буду мати нічого спільного з бомбою!» Пізніше вона сказала, що атомні бомбардування Хіросіми та Нагасакі стали для неї несподіванкою, і що їй «шкода, що бомбу довелося винайти». Після війни Майтнер визнала власну моральну поразку, перебуваючи в Німеччині з 1933 по 1938 рік. Вона написала: «Це було не тільки безглуздо, але й дуже неправильно, що я не пішла відразу». У цей період вона шкодувала про власну бездіяльність, а також різко критикувала Гана, Макса фон Лауе, Вернера Гейзенберга та інших німецьких учених. У червневому листі 1945 року, адресованому Гану, який він так і не отримав, вона писала:
Ви всі працювали на нацистську Німеччину. І ви навіть не намагалися чинити пасивний опір. Звичайно, для очищення совісті ви допомагали комусь із пригноблених, але мільйони невинних людей були вбиті, і не було жодного протесту. Тут, у нейтральній Швеції, задовго до закінчення війни, обговорювалося, що робити з німецькими вченими після закінчення війни. Що тоді повинні думати англійці та американці? Я і багато інших вважаємо, що єдиним шляхом для вас було б зробити відкриту заяву про те, що ви усвідомлюєте, що своєю пасивністю ви поділяєте відповідальність за те, що сталося, і що у вас є необхідність працювати над тим, що можна зробити, щоб загладити свою провину. Але багато хто вважає, що для цього вже занадто пізно. Ці люди кажуть, що спочатку ви зрадили своїх друзів, потім своїх чоловіків і дітей, дозволивши їм віддати свої життя на злочинну війну, і, нарешті, що ви зрадили саму Німеччину, бо коли війна була вже зовсім безнадійною, ви жодного разу не виступили проти безглуздого знищення Німеччини. Це звучить безжально, але я вірю, що причиною, через яку я пишу тобі це, є справжня дружба. За останні кілька днів я почув про неймовірно жахливі речі в концентраційних таборах; це перевершує все, чого я раніше боявся. Коли я почув по англійському радіо дуже докладний звіт англійців і американців про Бельзен і Бухенвальд, я почав голосно плакати і не спав цілу ніч. А якби ви бачили тих людей, яких привезли сюди з таборів. Треба було б взяти таку людину, як Гейзенберг і мільйони таких, як він, і змусити їх дивитися на ці табори і на замучених людей. Те, як він опинився в Данії в 1941 році, незабутнє.
Після бомбардування Хіросіми Майтнер стала знаменитістю. У неї було радіоінтерв'ю з Елеонор Рузвельт, а через кілька днів ще одне інтерв'ю з радіостанцією в Нью-Йорку, під час якого вона вперше за багато років почула голос своєї сестри Фріди. «Я єврейського походження, — сказала вона Фріді, — я не єврейка за вірою, нічого не знаю про історію юдаїзму і не почуваюся ближче до євреїв, ніж до інших людей». 25 січня 1946 року Майтнер прибула до Нью-Йорка, де її зустріли сестри Лола і Фріда, а також Фріш, який здійснив дводенну подорож потягом із Лос-Аламоса. Чоловік Лоли Рудольф Аллерс організував для Майтнер місце запрошеного професора в Католицькому університеті Америки. Мейтнер читала лекції в Прінстонському університеті, Гарвардському університеті та Колумбійському університеті, а також обговорювала фізику з Альбертом Ейнштейном, Германом Вейлем, Цун-Дао Лі, Ян Чен-Нінгом та Ісидором Ісааком Рабі. Вона поїхала в Дарем, штат Північна Кароліна, побачилася з Гертою Спонер і Гедвігом Кон, а також провела вечір у Вашингтоні, округ Колумбія, з Джеймсом Чедвіком, який тепер був головою Британської місії в Мангеттенському проєкті. Вона також зустрілася з директором проекту генерал-майором Леслі Гроувсом. Вона виступала в Сміт-коледжі та поїхала до Чикаго, де познайомилася з Енріко Фермі, Едвардом Теллером, Віктором Вайскопфом і Лео Сілардом. 8 липня Майтнер піднялася на борт RMS Королеви Марії до Англії, де вона зустрілася з Ервіном Шредінгером, Вольфгангом Паулі та Максом Борном. Були запізнілі святкування 300-річчя Ісаака Ньютона, але єдиним запрошеним німцем був Макс Планк.

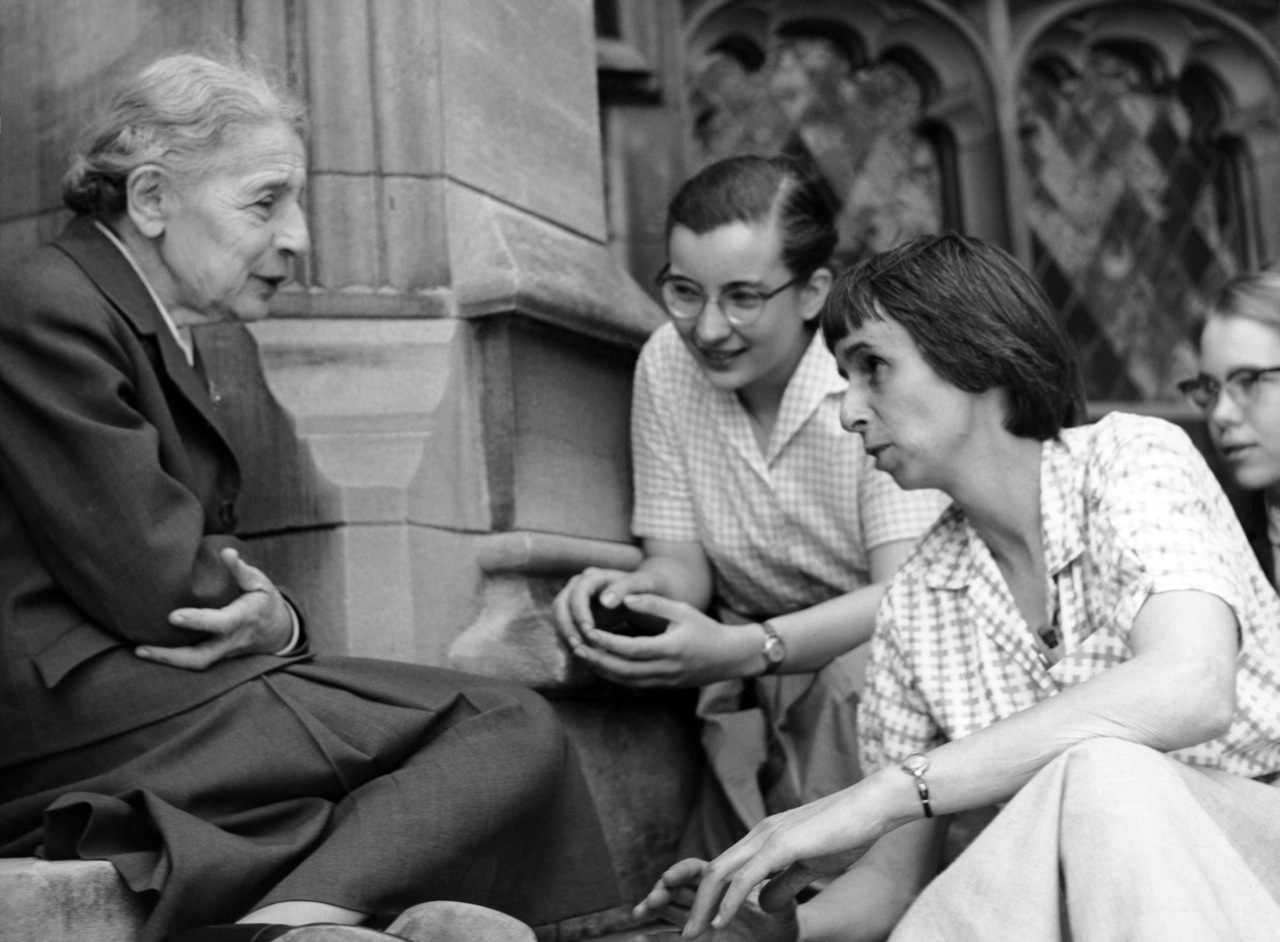
Мейтнер зі студентами на сходах хімічного корпусу коледжу Брін Мор у квітні 1959 року

Для її друзів у Швеції протидія Зіґбана Нобелівській премії Майтнер стала останньою краплею, і вони вирішили отримати для неї кращу позицію. У 1947 році Мейтнер перейшла до Королівського технологічного інституту (KTH) у Стокгольмі, де Ґудмунд Борелій створив нову установку для атомних досліджень. У Швеції було мало досліджень з ядерної фізики, і це було пов'язано з тим, що Зіґбан не підтримував роботу Майтнер, а тепер такі знання здавалися життєво важливими для майбутнього Швеції. У КТН Майтнер мала три кімнати, двох асистентів і доступ до технічного персоналу, а Сіґвард Еклунд займав кімнату по сусідству. Планувалося, що Майтнер отримає зарплату і звання «професора-дослідника» - без викладацьких обов'язків.
Професорство пропало, коли міністр освіти 1946 року прем’єр-міністром Швеції несподівано став Таге Ерландер, але Бореліус і Кляйн переконалися, що вона мала зарплату професора, якщо не звання. У 1949 році вона стала громадянкою Швеції, але не відмовившись від австрійського громадянства завдяки спеціальному акту, прийнятому Риксдагом. У 1947 році були затверджені плани для R1, першого шведського ядерного реактора, Еклунд був директором проекту, а Майтнер працював з ним над його проєктуванням і будівництвом. У своїх останніх наукових роботах у 1950 і 1951 роках до ядерного поділу вона застосувала магічні числа. Вона вийшла на пенсію 1960 року і переїхала до Великої Британії, де було багато її родичів.
У 1950-х і 1960-х роках Майтнер із задоволенням відвідувала Німеччину та залишалася з Ганом та його родиною на кілька днів. У своїх мемуарах Ган писав, що вони з Майтнер залишалися близькими друзями на все життя. Незважаючи на те, що їхня дружба була сповнена випробувань, імовірно, більше їх пережила Майтнер, вона «ніколи не висловлювала нічого, крім глибокої прихильності до Гана». З таких нагод, як їхнє 70-річчя, 75-річчя, 80-річчя та 85-річчя, вони зверталися до спогадів на честь один одного. Ган підкреслював інтелектуальну продуктивність Майтнер і таку роботу, як її дослідження моделі ядерної оболонки, завжди пропускаючи причини її переїзду до Швеції якомога швидше. Вона підкреслила особистісні якості Гана, його чарівність і музичні здібності.

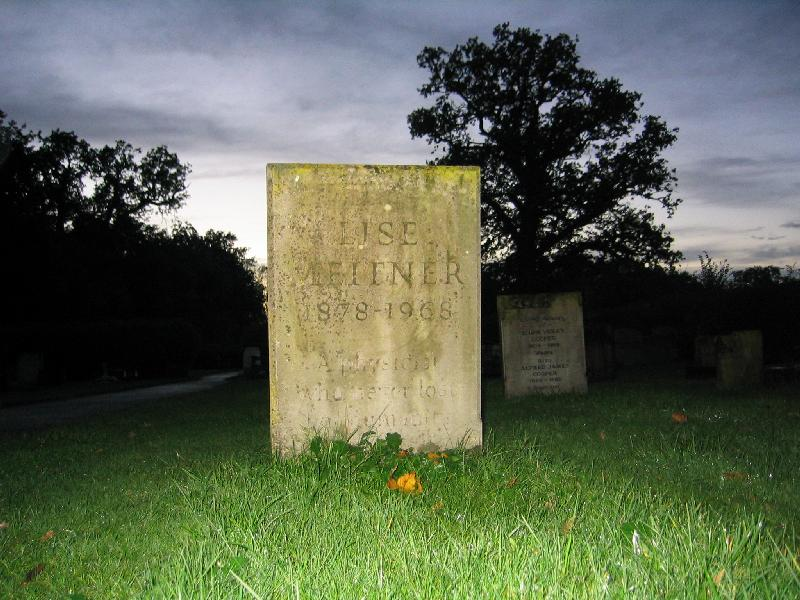
Могила Мейтнер в Бремлі, Гемпшир

Напружена поїздка до Сполучених Штатів у 1964 році призвела до серцевого нападу Майтнер, від якого вона відновлювалася кілька місяців. Її фізичний і психічний стан був ослаблений атеросклерозом. Зламавши стегно під час падіння та перенісши кілька невеликих інсультів у 1967 році, Мейтнер частково одужала, але згодом ослабла до такого рівня, що їй довелося переїхати до будинку престарілих у Кембриджі. Майтнер померла уві сні 27 жовтня 1968 року у віці 89 років. Їй не повідомили про смерть Отто Гана 28 липня 1968 року чи його дружини Едіт 14 серпня, оскільки її родина вважала, що це було б занадто для  такої слабкої людини. Згідно з її бажанням, її поховали в селі Бремлі в Гемпширі, в парафіяльній церкві Сент-Джеймса, поруч із її молодшим братом Волтером, який помер 1964 року. Її племінник Фріш склав напис на її надгробку. Він містить такі слова:
Ліза Майтнер: фізикиня, яка ніколи не втрачала людяності.

## Нагороди та відзнаки
Альберт Ейнштейн назвав Майтнер «німецькою Марією Кюрі». Під час свого візиту до США в 1946 році вона отримала нагороду «Жінка року» від Національного прес-клубу та повечеряла з президентом Сполучених Штатів Гаррі С. Труменом у Національному жіночому прес-клубі. 1924 року вона отримала медаль Лейбніца від Прусської академії наук, 1925 року - премію Лібена від Австрійської академії наук, 1928 року премію Еллен Річардс, 1947 року наукову премію міста Відня, 1949 року медаль Макса Планка Німецького фізичного факультету Товариство, 1954 року Німецьке хімічне товариство спільно з Ганом присудило першу Премію Отто Гана, 1960 року - медаль Вільгельма Екснера і 1967 року - Австрійську відзнаку за науку і мистецтво.

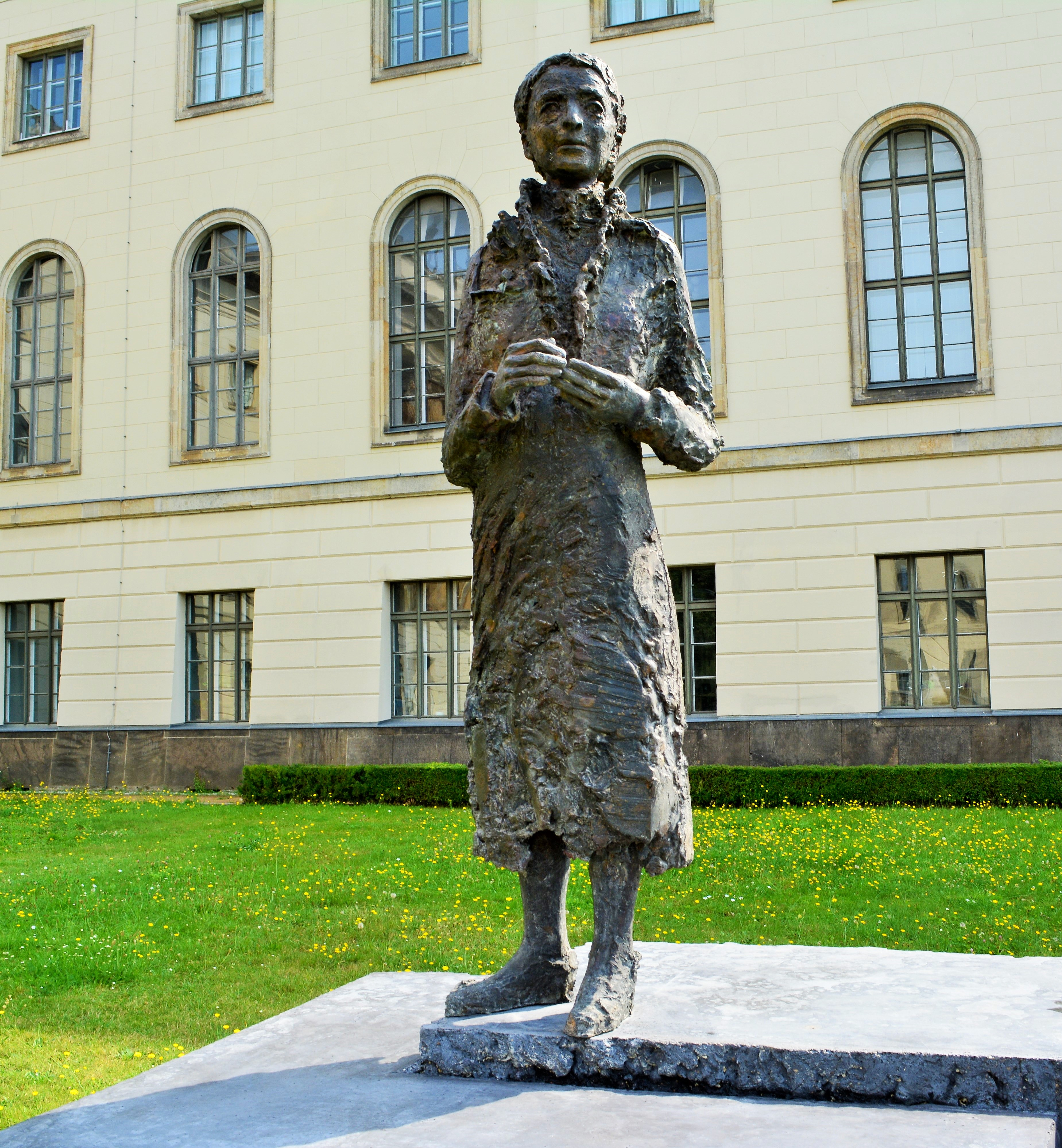
Статуя Мейтнер в Берлінському університеті Гумбольдта

1957 року, того ж року, що й Гана, Президент Німеччини Теодор Гойс нагородив Мейтнер найвищим німецьким орденом для вчених, класу миру Pour le Mérite. У 1945 році Мейтнер стала іноземним членом Шведської королівської академії наук, а в 1951 році — дійсним членом, що дозволило їй брати участь у процесі присудження Нобелівської премії. Через чотири роки її обрали іноземним членом Лондонського королівського товариства. 1960 року вона була обрана іноземним почесним членом Американської академії мистецтв і наук. Вона отримала почесні докторські ступені коледжу Адельфі, Рочестерського університету, Ратгерського університету та Сміт-коледжу в Сполучених Штатах, Вільного університету Берліна в Німеччині та Стокгольмського університету в Швеції.
У вересні 1966 року Комісія з атомної енергії Сполучених Штатів за відкриття поділу ядра спільно присудила премію Енріко Фермі Гану, Штрассману та Майтнер. Церемонія відбулася у віденському палаці Гофбург. Це був перший раз, коли ця премія була присуджена неамериканцям, і вперше її вручили жінці. У дипломі Мейтнер було написано: «За піонерські дослідження природної радіоактивності та широкі експериментальні дослідження, що призвели до відкриття поділу». Диплом Гана був дещо іншим: «За піонерські дослідження природної радіоактивності та широкі експериментальні дослідження, кульмінацією яких стало відкриття поділу». Ган і Штрассман були присутні, але Мейтнер була надто хвора, щоб бути присутньою, тому Фріш прийняв нагороду від її імені. Гленн Теодор Сіборг, першовідкривач плутонію, подарував їй його в будинку Макса Перутца в Кембриджі 23 жовтня 1966 року.

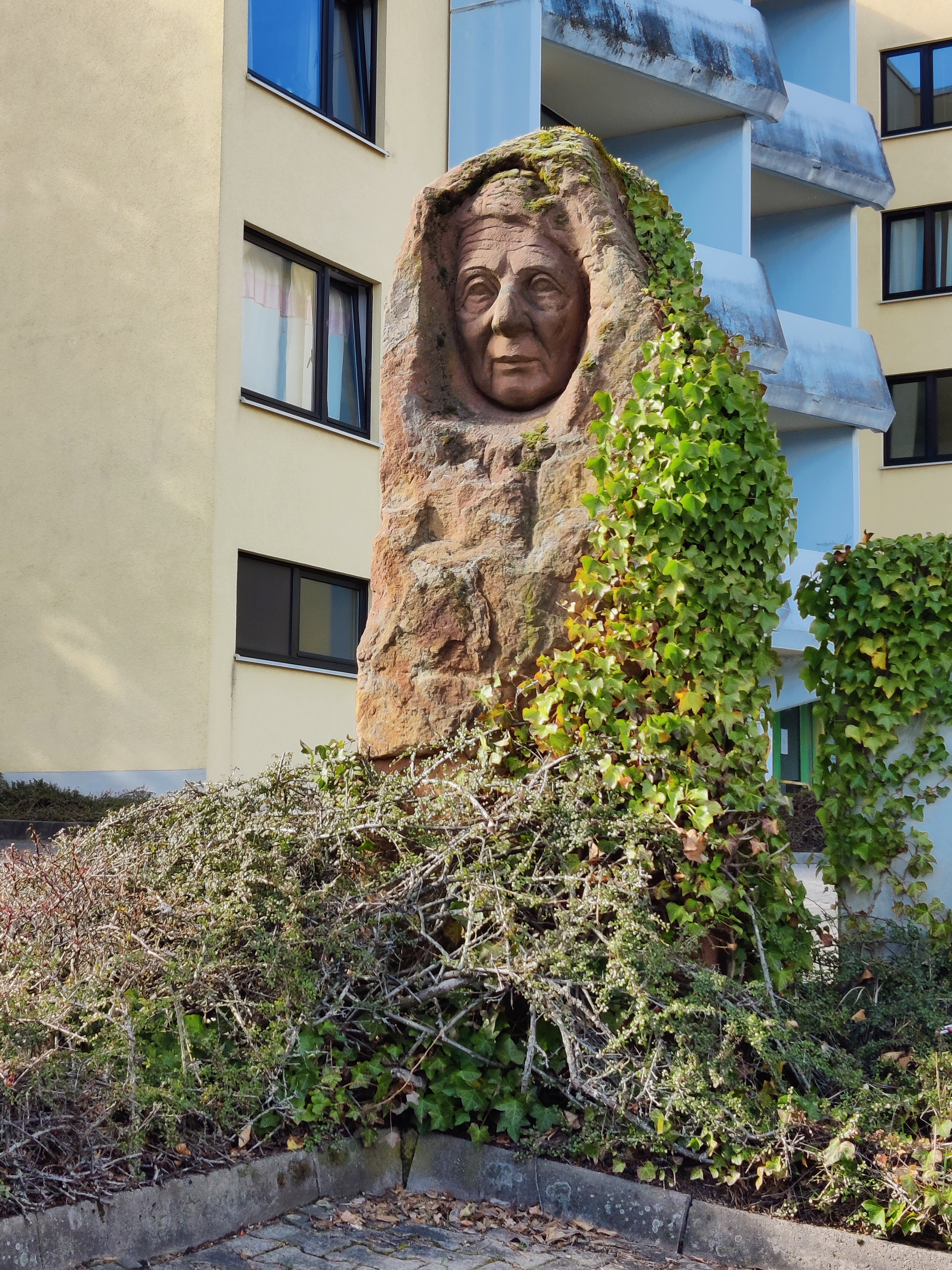
Меморіал Лізи Майтнер перед гуртожитком Лізи Майтнер у Кайзерслаутерні

Після її смерті в 1968 році Мейтнер отримала багато нагород. У 1997 році елемент 109 було названо мейтнерієм. Вона є першою і наразі єдиною неміфологічною жінкою, яку таким чином вшановують виключно (оскільки курій був названий на честь Марії та П’єра Кюрі). Додаткові нагороди – Інститут Гана-Майтнер в Берліні, кратери на Місяці і Венері та астероїд головного поясу 6999 Майтнер. У 2000 році Європейське фізичне товариство заснувало премію Лізи Мейтнер, яка присуджується раз на два роки за чудові дослідження в галузі ядерної науки. У 2006 році Університет Гетеборга та Технічний університет Чалмерса у Швеції заснували «Гетеборзьку премію Лізи Майтнер»; яка щорічно присуджується вченому, який зробив прорив у фізиці. У жовтні 2010 року будівлю Вільного університету Берліна, в якій колись розміщувався KWI для хімії і яка з 1956 року була відома як будівля Отто Гана, було перейменовано в будівлю Гана-Майтнер, а в липні 2014 року статую Мейтнер була відкрита в саду Берлінського університету Гумбольдта поруч із подібними статуями Германа фон Гельмгольц і Макса Планка.
У багатьох містах Австрії та Німеччини на її честь були названі школи та вулиці, а коротка житлова вулиця в Брамлі, місце її відпочинку, названа Майтнер-Клоуз. З 2008 року Австрійське фізичне товариство та Німецьке фізичне товариство організовують лекції Лізи Мейтнер, серію щорічних публічних доповідей, що проводяться видатними жінками-фізикинями, а з 2015 року в Університетському центрі AlbaNova у Стокгольмі проводиться щорічна видатна лекція Лізи Мейтнер. У 2016 році Інститут фізики Великої Британії заснував медаль Мейтнер за участь громадськості в галузі фізики. У 2017 році Агентство перспективних дослідницьких проектів-Енергія США її іменем назвало велику дослідницьку програму ядерної енергетики. 6 листопада 2020 року було запущено супутник, названий на її честь (ÑuSat 16 або «Lise», COSPAR 2020-079H). Міжнародне агентство з атомної енергії на її честь назвало свою бібліотеку  і запровадило програму, щоб «надати жінкам-професіоналкам на початку та в середині кар'єри можливість взяти участь у кількатижневій гостьовій професійній програмі та вдосконалити свої технічні та м'які навички».

## Вибрані роботи
- 1906: Wärmeleitung in inhomogenen Körpern
- 1907: Über die Absorption von α- und β-Strahlen
- 1918: Die Muttersubstanz des Actiniums, ein neues radioaktives Element von langer Lebensdauer (разом з Отто Ганом)
- 1919: Über das Protactinium und die Frage nach der Möglichkeit seiner Herstellung als chemisches Element
- 1922: Über der Entstehung der Betastrahl-Spektren radioaktiver Substanzen
- 1924: Über den Aufbau des Atominneren
- 1927: Der Zusammenhang von α- und β-Strahlen
- 1935: Der Aufbau der Atomkerne (разом з Робертом Фришом)
- 1939: Disintegration of uranium by neutrons: a new type of nuclear reaction (разом з Робертом Фришом)
- 1954: Atomenergie und Frieden (разом з Отто Ганом)
- 1960: The Status of Women in the Professions
- 1963: Wege und Irrwege der Kernenergie

## Подальше читання
- Frisch, Otto Robert, ред. (1959). Trends in Atomic Physics: Essays Dedicated to Lise Meitner, Otto Hahn, Max von Laue on the Occasion of their 80th Birthday. New York: Interscience. OCLC 1547540.
- Goldberg, Stanley (July 1996). With friends like these . ... Bulletin of the Atomic Scientists: 55—57. doi:10.1080/00963402.1996.11456645. Сучасний огляд біографії Майтнер Рут Левін Сайм.
- Lykknes, Annette; Van Tiggelen, Brigitte, ред. (2019). Women In Their Element: Selected Women's Contributions To The Periodic System. New Jersey: World Scientific. ISBN 978-9-811206-28-3. OCLC 1104056222.
- Meitner, Lise (2005). Hahn, Dietrich (ред.). Erinnerungen an Otto Hahn [Recollections of Otto Hahn] (нім.). Stuttgart: S. Hirzel. ISBN 978-3-7776-1380-2. OCLC 180889711.
- Rife, Patricia (1999). Lise Meitner and the Dawn of the Nuclear Age. Boston: Birkhäuser. ISBN 978-0-8176-3732-3. OCLC 38130718.

## Зовнішні посилання
- Біографія Лізи Мейтнер (Віденський університет) [Архівовано 18 червня 2009 у Wayback Machine.] (нім.)
- Науковий фонд Лізи Майтнер та Ервіна Шрьодінґера (Австрія)
- Каталог [Архівовано 5 листопада 2021 у Wayback Machine.]  документів Лізи Мейтнер в Архівному центрі Черчилля [Архівовано 22 грудня 2019 у Wayback Machine.]
- "Lise Meitner" [Архівовано 24 грудня 2019 у Wayback Machine.]  , "Внесок жінок ХХ століття у фізику" (CWP), Каліфорнійський університет, Лос-Анджелес
- Wired.com: «11 лютого 1939: Ліза Майтнер, «Наша мадам Кюрі»» [Архівовано 5 березня 2014 у Wayback Machine.]
- «Lise Meitner», Б. Вайнтрауб, Хімія в Ізраїлі, №. 21, травень 2006, стор. 35. [Архівовано 3 серпня 2020 у Wayback Machine.]
- Meitner, Lise [Архівовано 1 лютого 2023 у Wayback Machine.]   в біографічній Енциклопедії австрійських жінок
- Elise Meitner: співвідкриватель ядерного поділу. [Архівовано 16 березня 2023 у Wayback Machine.]